# Rafaël Bastiaens
Rafaël Bastiaens (Leuven, 11 maart 2003) is een Belgisch kajakker.

## Levensloop
Rafaël groeide op in Zammel met een oudere zus, Margot en een jongere broer, Stanislas. Het is zijn broer die als eerste in een kajak stapte in 2011 bij de Geelse kajakvaarders. Rafaël vervoegde hem kort daarna bij diezelfde club, waar hij tot op vandaag actief is. In 2018 werd hij voor het eerst Belgisch kampioen korte baan kajak bij de jeugd. Een jaar later haalde hij zijn eerste internationale selectie  
voor de Olympic Hopes en sindsdien is hij een vaste waarde bij de Belgische beloften. Hij combineert zijn topsporttraject met een studie sportmanagement aan de Thomas More hogeschool in Turnhout. 

## Belgische titels
2018

- K2 200m  aspiranten (met Jules Vangeel)
- K2 1000m aspiranten (met Mostmans Maarten)
- K4 1000m aspiranten (met Belmans Ferre, Mostmans Maarten, Vangeel Jules)

2020
- K2 500m junioren (met Vangeel Jules )
- K4 5000m junioren (met Bastiaens Stanislas, Belmans Ferre, Vangeel Jules)

2021
- K1 5000m junioren
- K2 5000m junioren ( met Bastiaens Stanislas)

2022
- K1 1000m senioren
- K2 500m senioren (met Vangeel Jules )
- K2 500m senioren (met Vangeel Jules )
- K4 500m senioren  (met Bastiaens Stanislas, Klein Adrian, Vangeel Jules)

2023
- K2 200m senioren  (met Vangeel Jules )
- K2 500m senioren (met Vangeel Jules )
- K4 500m senioren (met Bastiaens Stanislas, Dierckx Steven, Vangeel Jules)
- K2 1000m senioren (met Vangeel Jules )
- K4 5000m senioren (met Bastiaens Stanislas, Dierckx Steven, Vangeel Louis)

2024
- K2 500m senioren  (met Bastiaens Stanislas )
- K4 500m senioren (met Bastiaens Stanislas, Vangeel Jules, Vangeel Louis)

## Internationaal
Olympic Hopes 2019
- K2 1000m: 11e (met Mattis Dragonetti)[3]

Olympic Hopes 2020
- K1 1000m: 9e
- K4 500m: 4e
- K1 200m: 8e in B-finale (17e totaal)

EK Junioren 2021 (Poznan)
- K1 1000m: 6e in B-finale (15e totaal)

WK Junioren 2021 (Montemor-O-Velho)
- K1 1000m: DSQ (gebroken roerkabel)
- K4 500m:5e in halve finale (12e totaal) (met Meersmans Kilian, Vangeel Jules, Verduyckt Tom)

WK U23 2022 (Szeged)
- K1 500m: 6e in C-finale (24e totaal)
- K2 500m: 9e (met Meersmans Kilian)[4]

World cup Szeged 2023
- K2 500m:7e in reeks
- K4 500m:9e in halve finale

WK U23 2023 (Auronzo Di Cadore)
- K2 500m: (Met Meersmans Kilian)
- K4 500m: 8e in B-finale (17e totaal) (met Akerele Raphaël, Meersmans Kilian, Vangeel Jules)

EK U23 2023 (Montemor-O-Velho)
- K2 500m: (Met Meersmans Kilian)
- K4 500m: 6e in halve finale (12e totaal) (met Akerele Raphaël, Meersmans Kilian, Vangeel Jules)

EK U23 2024 (Plovdiv)
- K4 500m: 4e (met Bastiaens Stanislas, Akerele Raphaël, Vangeel Jules)

WK U23 2024 (Bratislava)
- K4 500m: 3e in B-finale (12e totaal) (met Bastiaens Stanislas, Akerele Raphaël, Vangeel Jules)